# 中鉄観光
中鉄観光株式会社（ちゅうてつかんこう）は、岡山県岡山市北区を本拠とする貸切バス事業者。旅行業の斡旋も行っている。中鉄バスを頂点とする中鉄グループを構成する一社。

## 概要
1975年に中鉄バス株式会社より分社化。テレビせとうち旧本社の賃貸などの事業を展開していた。しかし、経営再建に取り組むこととなり、事業再編に着手。現在は経営再建が達成し、設備投資にも積極的になりつつあり、日野自動車製新型セレガを2008年から順次導入している他、車両デザインも一新し、新イメージで事業展開をしている。また、営業力の強化の一環として総社バスと経営統合（2010年4月）し、さらなる営業体制を構築している。
バスツアーは「チェリーメイト」という愛称で積極的に取り組んでいたが、現在は団体貸切に特化して営業している。
津山市に営業拠点としていた中鉄観光株式会社【津山】は2022年4月1日に中鉄北部バスと合併。貸切バス事業、旅行業（岡山県知事登録2種418号）を真庭旅行センターにて行っている。

## 本社・営業所
- 管理部
  - 岡山県岡山市北区中山下2丁目8番55号
- 岡山営業部・営業所
  - 岡山県総社市駅前2丁目2番10号
- 運行部
  - 岡山県総社市中央1丁目7番101号

### かつて存在した営業所・車庫
- 津山旅行センター
  - 津山市川崎143-1
- 昭和町車庫（現・中鉄北部バス昭和町車庫）
  - 津山市昭和町2丁目68
- 真庭営業所（現・中鉄北部バス真庭旅行センター）
  - 真庭市樫西3588-3
- 旧本社（総本社・一宮車両基地）
  - 岡山市西辛川323-1

## かつて運行していた路線
チボリライナー
- 広島県広島市から岡山県倉敷市を走っていた高速バス。広交観光と共同運行。

- 路線の歴史
  - 1998年3月21日 - 1日4往復運行（土、日、祝日のみ）
  - 2002年11月 - 廃止
- 主な停車停留所
  - 広島バスセンター - 不動院 - 中筋駅 - 倉敷駅北口

## 保有車両
車輌は日野自動車のセレガを保有。他には三菱ふそうのエアロクィーンなどの4両を保有。
同社での呼び名は「車名+定員」(例:セレガ53)である。

### 保有車両数
- 13台

全盛期には100両を超える車輌を保有していたが、ほとんどの車両が中鉄バスに岡山空港リムジンバス、岡山〜津山路線用として移籍した。